# Libor Kozák
Libor Kozák (Opava, República Checa, 30 de mayo de 1989) es un futbolista checo que juega como delantero en el S. F. C. Opava de la Liga Nacional de Fútbol de la República Checa.

## Trayectoria

### SFC Opava
Kozák comenzó su carrera en el club checo Opava Slezský F. C., primero jugando en los equipos juveniles antes de ser promovido al primer equipo el año 2007. Considerado un talento prometedor, Kozák fue un goleador prolífico en la Segunda División de la República Checa con el Opava.
En enero de 2008, Kozák realizó pruebas en el Portsmouth, de la Premier League inglesa, sin embargo no se unió al club Pompey. Al final de la temporada, la Lazio entregó una oferta por Kozák, la cual el jugador aceptó.

### Carrera en Italia
Kozák se unió a la Lazio en julio de 2008 luego de firmar un contrato de cinco años por una cifra aproximada de un millón doscientos mil euros. Debutó oficialmente el 2 de mayo de 2009 en la derrota de la Lazio frente al Inter de Milán tras ingresar en reemplazo de Mauro Zárate. 
Tras una temporada en el club romano, Kozák es cedido a préstamo al Brescia Calcio para que ganara experiencia y minutos en cancha. El 26 de septiembre de 2009, Kozák marcó su primer gol en Italia contra el Grosseto. Tras terminar su cesión, Kozák regresó a la Lazio. Anotó su primer gol con la Lazio el 18 de septiembre de 2010 contra la Fiorentina. Tiempo después, el 16 de enero de 2011, anotó a la Sampdoria. Dos semanas más tarde registro su tercer y cuarto gol con el club capitalino, estos frente a la Fiorentina. El 14 de diciembre de 2011, anotó su primer gol en la Europa League contra el Sporting de Lisboa, lo que ayudó a su equipo a clasificar a los dieciseisavos de final. En esa edición de la Europa League, Kozák estuvo muy cerca de convertirse en el máximo realizador de la competición.

## Selección nacional
Kozák fue convocado por primera vez con la selección checa el 15 de marzo de 2011, cuando su entrenador Michal Bílek debía preparar los duelos clasificatorios para la Eurocopa 2012 contra España y Liechtenstein, debutó ante España y les anotó un gol en la derrota de su selección (2-1). Disputaría su segundo partido ante la selección de fútbol de Liechtenstein y marcaría otro gol. En 2012 vuelve a ser citado para un partido de las eliminatorias mundialistas ante la selección de Bulgaria, con victoria para los búlgaros por 2-0.

## Clubes
| Club                  | País            | Año       |
| --------------------- | --------------- | --------- |
| S. F. C. Opava        | República Checa | 2007-2008 |
| S. S. Lazio           | Italia          | 2008-2009 |
| Brescia Calcio        | Italia          | 2009-2010 |
| S. S. Lazio           | Italia          | 2010-2013 |
| Aston Villa F. C.     | Inglaterra      | 2013-2017 |
| Bari 1908             | Italia          | 2017-2018 |
| A. S. Livorno Calcio  | Italia          | 2018-2019 |
| F. C. Slovan Liberec  | República Checa | 2019      |
| A. C. Sparta Praga    | República Checa | 2019-2021 |
| Puskás Akadémia F. C. | Hungría         | 2021-2022 |
| 1. F. C. Slovácko     | República Checa | 2022      |
| F. C. Trinity Zlín    | República Checa | 2023      |
| S. S. Arezzo          | Italia          | 2023-2024 |
| S. F. C. Opava        | República Checa | 2024-     |

## Palmarés

### Campeonatos nacionales
| Título                     | Club               | País            | Año     |
| -------------------------- | ------------------ | --------------- | ------- |
| Copa Italia                | S. S. Lazio        | Italia          | 2008-09 |
| Copa Italia                | S. S. Lazio        | Italia          | 2012-13 |
| Copa de la República Checa | A. C. Sparta Praga | República Checa | 2019-20 |